# اردشیر خدادادیان
اردشیر خدادادیان (۱۳۲۰ – ۲۶ مهر ۱۳۹۶) نویسنده و تاریخ‌نگار اهل ایران بود. او در شهر اردکان متولد شد و تحصیلات ابتدایی و متوسطه را در همان شهر گذراند و برای ادامهٔ تحصیل به تهران رفت و سپس راهی کشور آلمان شد. او در دانشگاه آزاد برلین در رشتهٔ تاریخ و ایران‌شناسی ادامهٔ تحصیل داد و دکترای خود را در گرایش ایران باستان به‌عنوان رشتهٔ اصلی و ادبیات و فلسفهٔ غرب و روانشناسی علوم تربیتی به‌عنوان رشته‌های فرعی کسب کرد. او مدتی را در دانشگاه‌های اروپا به تدریس تاریخ و تمدن ایران پرداخت. او دوازده سال آخر خود را در لندن سپری کرد و در نهایت در ۲۶ مهر ۱۳۹۶ بر اثر ابتلا به دیابت درگذشت.

## آثار
- آریایی‌ها و مادها و کتاب‌های هخامنشی، سلوکیان، اشکانیان و ساسانیان
- تاریخ ایران در دوره ساسانیان (رشته تاریخ) برای دانشجویان پیام نور
- تاریخ ایران باستان، ساسانیان
- خوزستان در عهد باستان
- ری در تاریخ به انضمام شوش در آیینه تاریخ ایران و اسلام
- اساس قوانین عصر ساسانی و معرفی یکی از سرشناس‌ترین قانون‌دانان این دوره
- هرودوت و تاریخ‌نگاری
- داریوش چه کسی بود و چگونه به قدرت رسید؟
- اشکانیان
- تاریخ ایران باستان (آریایی‌ها و مادها- هخامنشیان- سلوکیان- اشکانیان- ساسانیان)
- تاریخ یونان باستان
- ترجمهٔ کتاب کرونولوژی تاریخ جهان اثر شباند گنبرگ